# Mãe e Filha
Mãe e Filha é um filme de drama brasileiro de 2012, dirigido por Petrus Cariry e escrito pelo próprio diretor em parceria com Rosemberg Cariry e Firmino Holanda. Protagonizado por Zezita de Matos e Juliana Carvalho, o enredo acompanha a volta de Fátima (Carvalho) ao interior nordestino após muitos anos sem ver sua mãe,  Laura (Matos), junto com seu filho natimorto, na esperança de trazer ele à vida por meio de um ritual fúnebre.
Mãe e Filha teve sua estreia no Cine Ceará em 12 de junho de 2011 e foi lançado nos cinemas do Brasil em 10 de fevereiro de 2012 pela Lume Filmes. O filme foi recebido com avaliações mistas e positivas pela crítica especializada, que, em geral, elogiaram a fotografia e a direção, que construiu cenas apoteóticas, no entanto criticaram negativamente o desenvolvimento do enredo, o qual foi considerado cheio de "simbolismos vagos e tediosos", tornando-o pretensioso demais. As performances de Zezita de Matos e Juliana Carvalho no papel das protagonistas receberam muitos elogios da crítica, lhes rendendo indicações a prêmios importantes.
O filme percorreu por diversos festivais de cinema internacionais e nacionais, onde foi galardoado em várias ocasiões. Saiu-se como o grande vencedor do 21° Cine Ceará, em Fortaleza, recebendo o prestigiado Troféu Macuripe em cinco categorias, incluindo a de Melhor Filme, Melhor Som e Melhor Roteiro. Na 18ª edição do Prêmio Guarani, a maior premiação da crítica cinematográfica brasileira, o filme recebeu seis indicações, incluindo Melhor Diretor, Melhor Atriz para Juliana Carvalho, Melhor Atriz Coadjuvante para Zezita de Matos, Melhor Roteiro Original, Melhor Montagem e Melhor Som.

## Enredo
Num ambiente triste e solitário, cercado por uma vida selvagem que parece ter surgido da própria terra e por ruínas que denunciam o abandono daqueles que ainda resistem ali, Laura (Zezita de Matos) vive sozinha, esperando eternamente pelo marido que a cada dia está mais distante. Fátima (Juliana Carvalho), sua filha que também esteve ausente, volta para a casa da mãe para que ela possa abençoar o neto natimorto. Durante a sua estadia na casa em que cresceu, agora apenas uma memória quase esquecida, o processo de luto afeta mãe e filha de maneiras diferentes, evidenciando a lacuna geracional e a relação que cada uma delas tem com a morte.

## Elenco
- Juliana Carvalho como Maria de Fátima
- Zezita de Matos como Laura

## Produção
Mãe e Filha é o segundo longa-metragem de Petrus Cariry, sendo que sua primeira experiência com um longa foi em O Grão, filme que circulou bastante em festivais e ganhou mais de 30 prêmios.

## Lançamento
O filme teve sua première nacional durante o 21° Cine Ceará, em Fortaleza, sendo exibido em 12 de junho de 2011. Em 16 de outubro de 2011, o filme estreou na Colômbia com exibição no Festival Internacional de Cinema de Bogotá. Sua estreia comercial no Brasil ocorreu em 10 de fevereiro de 2012 com distribuição da Lume Filmes. Em 2012 ainda, foi selecionado para a mostra oficial do 13° Festival Internacional de Cinema de Las Palmas de Gran Canaria, que ocorreu no arquipélago atlântico das Canárias, na Espanha, entre 16 e 24 de março.

## Recepção

### Resposta da crítica
Mãe e Filha foi recebido de diferentes formas pelos críticos de cinema, com avaliações mistas. Aos que criticaram positivamente o filme, a fotografia, as performances das atrizes protagonista e o tom poético e melancólico da obra foram os pontos mais observados. No entanto, aos que criticaram negativamente, o roteiro e o desenvolvimento do filme foram os pontos destacados. O site Cinema com Rapadura fez uma crítica sobre o filme, no qual destaca que o diretor Cariry se arrisca entre a contemplação - como nas cenas dos animais bovinos - e a brutalidade - como na cena polêmica da galinha - para criar um trabalho que aborda o sertão de uma forma pouco convencional. A seca não é apenas um cenário, mas também um estado de espírito dos personagens; o sofrimento não é apenas físico, mas também espiritual; o realismo é menos importante e relativo. O texto foi finalizado pontuando que Mãe e Filha exige uma completa imersão do espectador, mas o filme oferece as ferramentas necessárias para essa imersão por si só.
Roberto Guerra, do site CineClick, escreveu que, embora Mãe e Filha apresente belas imagens cuidadosamente enquadradas e fotografadas, infelizmente, esse cuidado com a estética não se estendeu à força da trama, que exagera nos simbolismos vagos e entediantes, tornando o filme de Cariry excessivamente pretensioso. Já Daniel Schenker, do jornal O Globo, escreveu: "Há cenas inegavelmente poderosas — em especial, a do catártico enterro do bebê — e referências instigantes — como à loucura de Ofélia [...] e aos quatro cavaleiros do Apocalipse. São elementos mais do que suficientes para recomendar a ida ao cinema".

### Prêmios e indicações
| Ano  | Associações                                                      | Categoria                             | Recipiente(s)                                     | Resultado |
| ---- | ---------------------------------------------------------------- | ------------------------------------- | ------------------------------------------------- | --------- |
| 2011 | Festival Internacional de Cinema de Bogotá                       | Melhor Filme                          | Mãe e Filha                                       | Indicado  |
| 2011 | Cine Ceará                                                       | Melhor Filme                          | Mãe e Filha                                       | Venceu    |
| 2011 | Cine Ceará                                                       | Melhor Som                            | Érico Paiva e Petrus Cariry                       | Venceu    |
| 2011 | Cine Ceará                                                       | Melhor Roteiro                        | Petrus Cariry, Rosemberg Cariry e Firmino Holanda | Venceu    |
| 2011 | Cine Ceará                                                       | Prêmio Especial da Crítica            | Mãe e Filha                                       | Venceu    |
| 2011 | Cine Ceará                                                       | Melhor Produção com Temática Nortista | Mãe e Filha                                       | Venceu    |
| 2011 | Festival de Cinema e Vídeo de Cuiabá                             | Melhor Filme                          | Mãe e Filha                                       | Indicado  |
| 2011 | Festival de Cinema e Vídeo de Cuiabá                             | Melhor Direção de Fotografia          | Petrus Cariry                                     | Venceu    |
| 2011 | Encontro Nacional de Cinema e Vídeo dos Setões                   | Melhor Filme                          | Mãe e Filha                                       | Venceu    |
| 2011 | Encontro Nacional de Cinema e Vídeo dos Setões                   | Melhor Diretor                        | Petrus Cariry                                     | Venceu    |
| 2011 | Encontro Nacional de Cinema e Vídeo dos Setões                   | Melhor Atriz                          | Juliana Carvalho                                  | Venceu    |
| 2011 | Encontro Nacional de Cinema e Vídeo dos Setões                   | Melhor Montagem                       | Firmino Holanda e Petrus Cariry                   | Venceu    |
| 2011 | Encontro Nacional de Cinema e Vídeo dos Setões                   | Melhor Direção de Fotografia          | Petrus Cariry                                     | Venceu    |
| 2011 | Festival Internacional do Novo Cinema Latino-Americano de Havana | Melhor Filme                          | Mãe e Filha                                       | Indicado  |
| 2011 | Festival Internacional de Cinema do Rio de Janeiro               | Melhor Filme                          | Mãe e Filha                                       | Indicado  |
| 2011 | Festival Internacional de Cinema do Rio de Janeiro               | Melhor Direção de Fotografia          | Petrus Cariry                                     | Venceu    |
| 2011 | Festival Internacional de Cinema do Rio de Janeiro               | Menção Honrosa de Melhor Filme        | Mãe e Filha                                       | Venceu    |
| 2011 | Festival Internacional de Cinema de Trieste                      | Melhor Filme                          | Mãe e Filha                                       | Indicado  |
| 2011 | Festival Internacional de Cinema do Uruguai                      | Melhor Filme                          | Mãe e Filha                                       | Venceu    |
| 2012 | Festival Internacional de Cinema de Las Palmas de Gran Canaria   | Melhor Filme                          | Mãe e Filha                                       | Indicado  |
| 2013 | Festival de Cinema de Maringá                                    | Melhor Montagem                       | Firmino Holanda e Petrus Cariry                   | Venceu    |
| 2013 | Prêmio Guarani de Cinema Brasileiro                              | Melhor Diretor                        | Petrus Cariry                                     | Indicado  |
| 2013 | Prêmio Guarani de Cinema Brasileiro                              | Melhor Atriz                          | Juliana Carvalho                                  | Indicado  |
| 2013 | Prêmio Guarani de Cinema Brasileiro                              | Melhor Atriz Coadjuvante              | Zezita de Matos                                   | Indicado  |
| 2013 | Prêmio Guarani de Cinema Brasileiro                              | Melhor Roteiro Original               | Petrus Cariry, Rosemberg Cariry e Firmino Holanda | Indicado  |
| 2013 | Prêmio Guarani de Cinema Brasileiro                              | Melhor Montagem                       | Firmino Holanda e Petrus Cariry                   | Indicado  |
| 2013 | Prêmio Guarani de Cinema Brasileiro                              | Melhor Som                            | Petrus Cariry, Érico Paiva e Yures Viana          | Indicado  |